# Stylomecon
Stylomecon é um género botânico pertencente à família Papaveraceae.

## Espécies
- Stylomecon heterophylla

1. ↑  «Stylomecon — World Flora Online». www.worldfloraonline.org. Consultado em 19 de agosto de 2020